# Salar de Uyuni
Salar de Uyuni is met een oppervlakte van 10.582 km² de grootste zoutvlakte van de wereld. Deze bevindt zich in het departement Potosí, in het zuidwesten van Bolivia op een hoogte van 3650 meter op het Hoogland van Bolivia, in de Andes nabij de stad Uyuni. Het meer ligt in een endoreïsch bekken en het water kan dus niet afvloeien naar zee. 
Ongeveer 40.000 jaar geleden was deze vlakte een deel van het Minchinmeer, een reusachtig prehistorisch meer. Toen het meer opdroogde, bleven twee meren over (Poopomeer en Uru Urumeer), en twee grote zoutvlakten (Salar de Uyuni en Salar de Coipasa).

## Fauna
In november is Salar de Uyuni ook de broedplaats van drie soorten Zuid-Amerikaanse flamingo's:
- Chileense flamingo's
- Andesflamingo's
- James' flamingo's

## Economie
Er wordt geschat dat de vlakte meer dan 10 miljard ton zout bevat, waarvan ongeveer 25.000 ton jaarlijks weggehaald wordt. Het is ook een belangrijke vindplaats voor lithium en ligt in de Lithiumdriehoek. Er ligt naar schatting zo'n 21 miljoen ton van dit materiaal en behoort daarmee tot de grootste reserves wereldwijd. Het staatsbedrijf Yacimientos de Litios Bolivianos (YLB) werd in 2017 opgericht om deze reserves te gaan exploiteren. YLB is een proefproject gestart en produceert enkele honderden tonnen lithiumcarbonaat per jaar. Buitenlandse bedrijven zijn ook uitgenodigd om de productie van lithium op te starten.
Salar de Uyuni is een belangrijke toeristische trekpleister: er worden één- tot vijfdaagse trips per jeep georganiseerd die onder andere een hotel aandoen dat volledig gemaakt is uit zout. Ook worden verschillende zogenaamde eilanden, dit zijn rotspunten die boven de zoutvlakte uitsteken, bezocht. Dit zijn onder andere het centraal gelegen Isla Incahuasi met een oppervlakte van ongeveer 2 km² en het Isla del Pescado. Er groeien grote cactussen van de soort Trichocereus pasacana, waarvan de grootste wel 12 meter hoog is. Kolibries overbruggen veertig kilometer om hier honing te komen halen.

## Fotogalerij

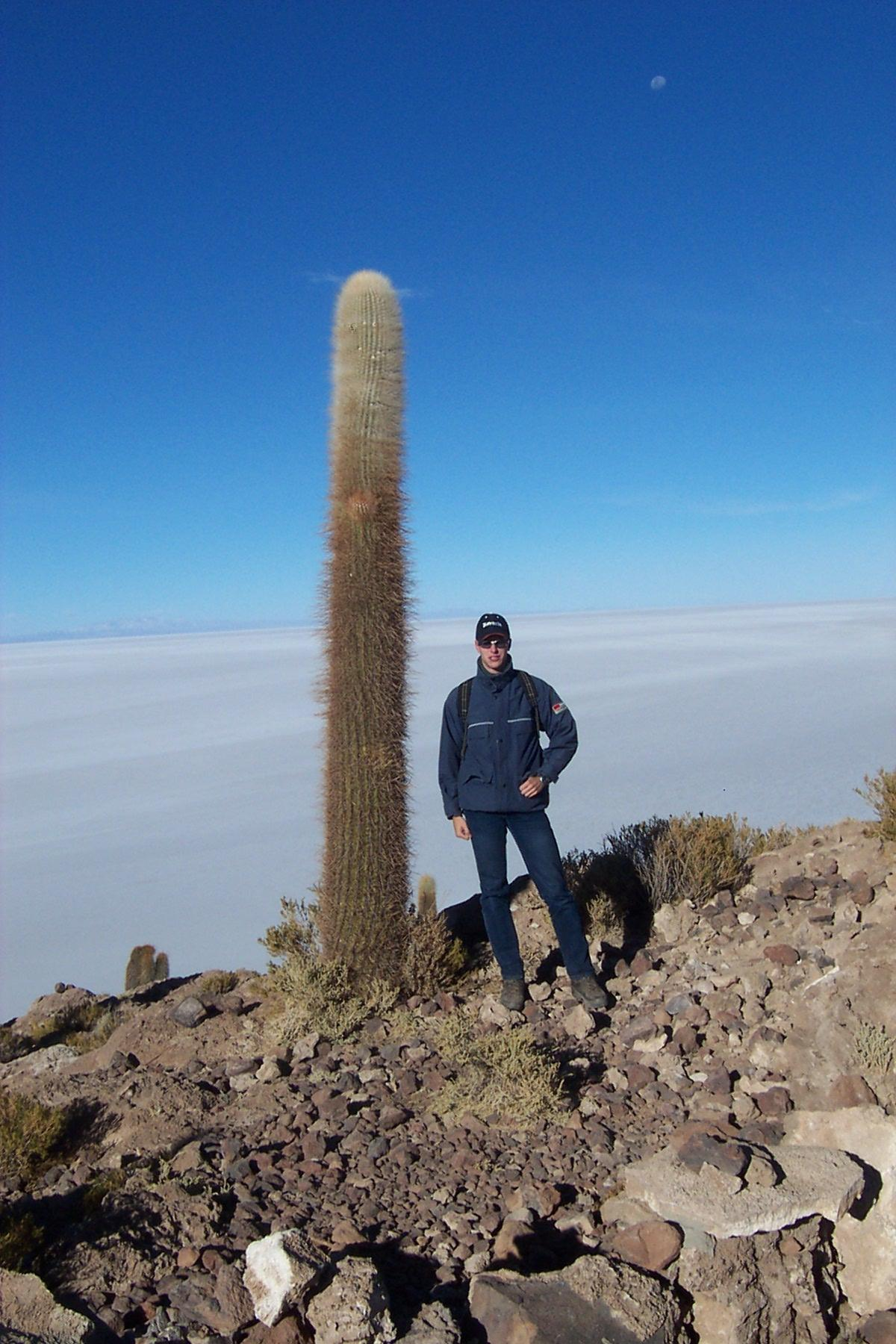
Reuzencactus Isla del Pescado
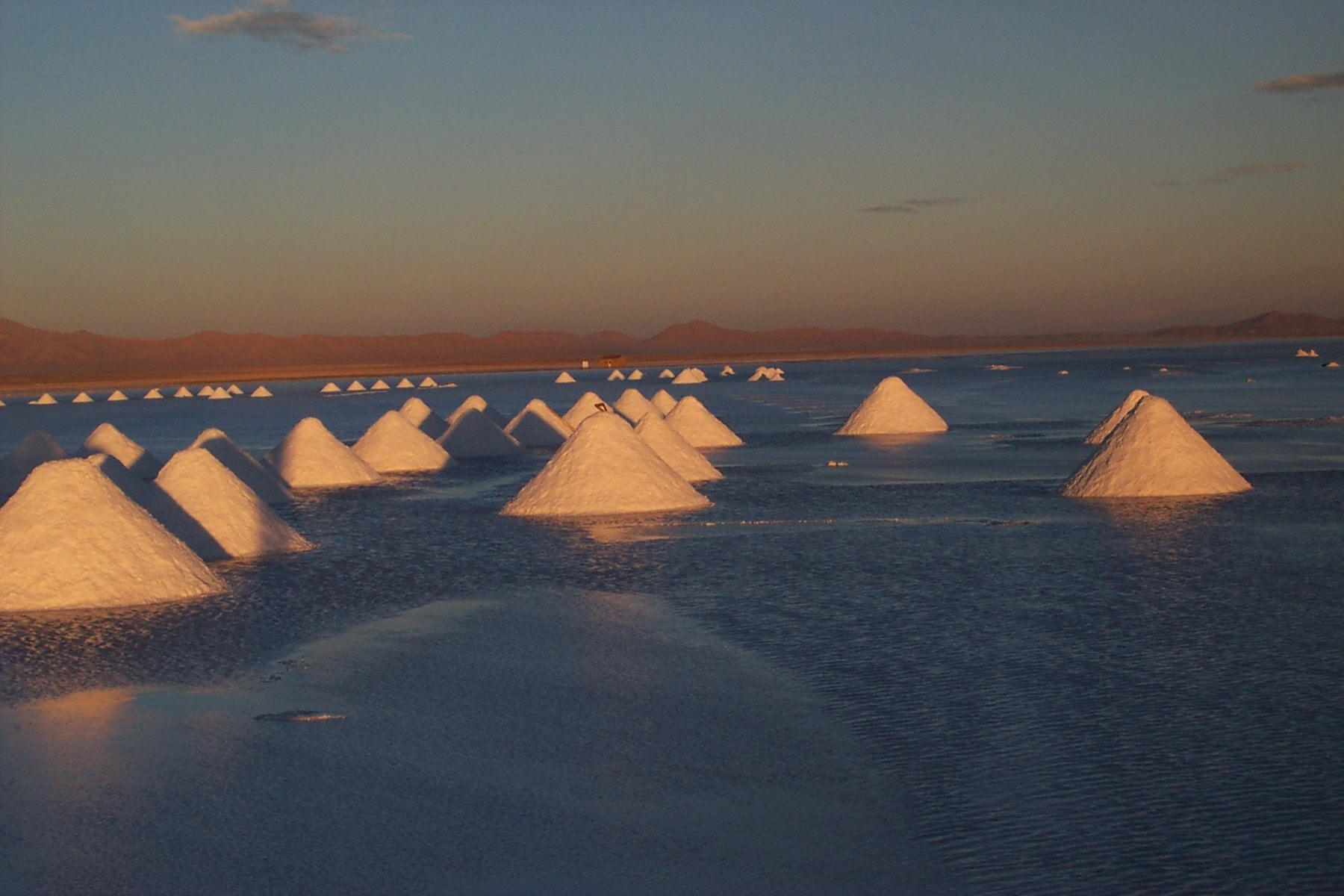
Zoutwinning op Salar
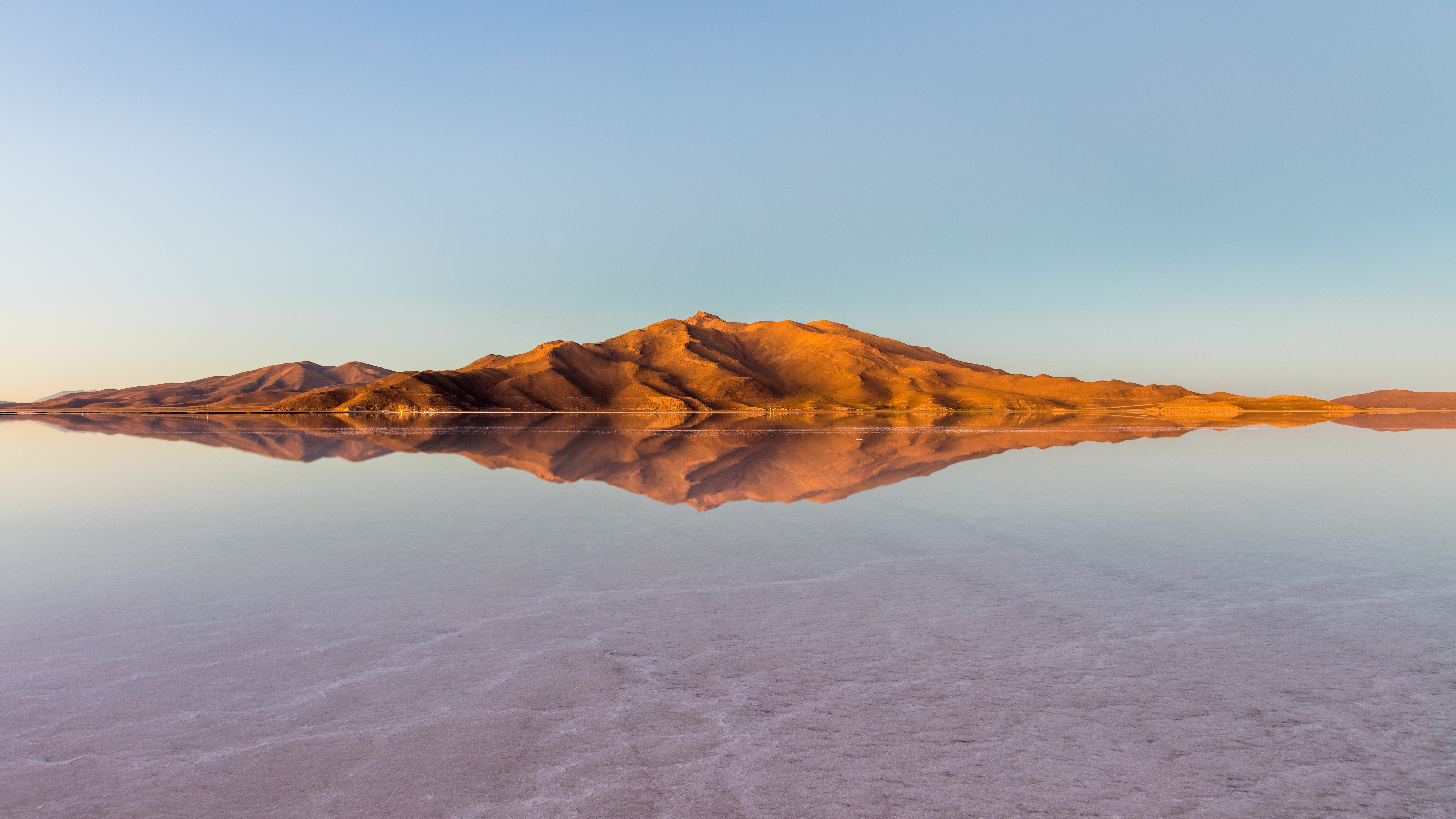
Reflecties